# Первичный туберкулёзный комплекс
Первичный туберкулёзный комплекс (ПТК, комплекс Гона) возникает при первичном заражении туберкулёзом. Обычно встречается в детском возрасте, гораздо реже у взрослых. После инфицирования возбудителем Mycobacterium tuberculosis в альвеолах образуются единичные или множественные очаги размножения возбудителя с развитием гранулёматозного воспаления (так называемый первичный очаг, очаг Гона).
Вскоре в процесс вовлекаются лимфатические сосуды и региональные лимфатические узлы корня лёгкого. С их вовлечением формируется первичный туберкулёзный комплекс, в котором протекают казеозные изменения.

## Симптомы и течение
Течение острое и подострое. Характерных клинических симптомов не имеется, что может спровоцировать неправильную постановку диагноза гриппа, пневмонии и т. д. Над поражённой лёгочной тканью — обычные для пневмонии изменения. Увеличенная СОЭ. Температура может быть фебрильной и малой субфебрильной. В мокроте или промывных водах микобактерии туберкулеза определяются редко.
В дальнейшем комплекс Гона в большинстве случаев окружается соединительнотканной капсулой, обызвествляется и фиброзируется с формированием так называемого «остаточного первичного комплекса».

## Диагностика
Основанием для дифференциального диагноза являются гиперергические реакции на туберкулин и результаты рентгенологического исследования.

### Рентгенологическая картина
В начальном периоде увеличенных лимфатических узлов может не определяться, а в лёгочной ткани выявляется округлое затемнение малой интенсивности. В дальнейшем интенсивность затемнения нарастает, его форма становится грушевидной или треугольной с четкой «дорожкой» (лимфангит), ведущей к корню лёгкого. Вторая тень располагается в корне, в зоне лимфаденопатии. Корень лёгкого увеличен, неструктурен, а граница его имеет округлые очертания. После регрессии активного патологического процесса в проекции существовавших ранее очагов туберкулёзного поражения лёгочной ткани и лимфатических узлов выявляются интенсивные очаговые тени кальцинатов (остаточный туберкулёзный комплекс).